# Bruno Barosi
Bruno Barosi (Rimini, 5 marzo 1893 – Rimini, 26 gennaio 1969) è stato un cuoco italiano.

## Biografia
Nato a Rimini nel popolare borgo di Sant'Andrea, Bruno Barosi ebbe come maestra di cucina la madre Maria, proprietaria di un'osteria che nel 1913, trasformata in trattoria, «Al Giardino», fu trasferita in una via che corrisponde all'odierna via delle Vittime civili di guerra. Nel 1918 Bruno Barosi, tornato dalla Grande guerra col grado di caporal maggiore d'artiglieria, prese in mano le redini del locale affiancando e poi sostituendo la madre nella cottura del pesce sulla brace. Alla grigliata di pesce e al brodetto aggiunse pochi altri piatti, come la zuppa di vongole e il risotto alle vongole, attingendo alla tradizione casalinga riminese.
La seconda guerra mondiale spazzò via la trattoria «Al Giardino». Tornato da Savignano sul Rubicone, dove era sfollato, Barosi la ricostruì. La popolarità del locale e del suo proprietario crebbero nel secondo dopoguerra di pari passo con le fortune della riviera riminese. Nel suo romanzo autobiografico, lo scrittore statunitense Herbert Kubly definiva il ristorante "Giardino" di Barosi come "il tempio dei gourmet" per la cucina riminese.
Al locale viene attribuita l'invenzione di una particolare formulazione della grigliata di pesce (andatasi poi ad affermare nell'intera ristorazione italiana), realizzata escludendo dagli ingredienti il pesce minuto locale e privilegiando il pesce nobile, una concezione da lui portata al successo a partire dal secondo dopoguerra e dalla stagione del boom economico. 
Per la sua attività di ristoratore, fu nominato Cavaliere del lavoro dal Presidente della Repubblica. 